# 시가현 제2구
시가현 제2구(滋賀県 第2区)는 일본의 중의원 선거구이다. 1994년 공직선거법으로 신설되었다.

## 지역
- 히코네시
- 나가하마시
- 히가시오미시 일부
- 마이바라시
- 에치군
- 이누카미군